# Drymonia microcalyx
Drymonia microcalyx är en tvåhjärtbladig växtart som beskrevs av Wiehler. Drymonia microcalyx ingår i släktet Drymonia och familjen Gesneriaceae. Inga underarter finns listade i Catalogue of Life.